# Катленбург-Ліндау
Катленбург-Ліндау (нім. Katlenburg-Lindau) — громада в Німеччині, розташована в землі Нижня Саксонія. Входить до складу району Нортгайм.
Площа — 71,47 км2. Населення становить 7036 ос. (станом на 31 грудня 2021).